# Kelpie (Musikprojekt)
Kelpie ist ein 1989 gegründetes Musikprojekt des schottischen Gitarristen Ian Melrose und der norwegisch-deutschen Sängerin und Gitarristin Kerstin Blodig, die zuvor beide in anderen Besetzungen (Clannad, Norland Wind und Talking Water) gespielt hatten.
Kelpie verbindet skandinavische Lieder mit keltisch inspiriertem Akustikgitarrenspiel. Die beiden Musiker touren regelmäßig in Deutschland, den Niederlanden, Norwegen, Großbritannien und den USA. 

## Diskografie
- 2002: Kelpie (From Celtic-Scandinavian Roots to New Acoustic Music)
- 2007: Var det du – var det deg?
- 2010: Kelpie: Live!
- 2012: Desember måne – December Moon